# Montijo (Portugália)
Montijo portugál város és község, Setúbal kerület része, amely Lisszabon régióban és a Setúbal-félsziget kistérségben helyezkedik el. Lakosságának száma nagyjából 29 900 fő. A település 348,09 km²-en terül el, ahol a 2011-es népszámlálás adatai alapján 51222 fő él. A város területe két egymástól fizikailag elkülönülő részből áll. A nagyobbik városrészt északról és keletről Alcochete, délről Palmela, délkelet felől Moita, északkelet felől a Lisszabon és Loures közt fekvő Tejo természetvédelmi terület határolja. Kisebbik részét, mely mintegy 20 kilométernyire fekszik a tőle keletre lévő nagyobbik résztől, északkeletről Coruche, kelet felől Montemor-o-Novo, dél felől Vendas Novas, délkelet felől Palmela, északkelet felől pedig Benavente települések határolják. A Montijót Sacavém településsel összekötő Vasco da Gama hidat 1998-ban adták át.

## Demográfia
| Montijo népességi adatai (1801–2011) | Montijo népességi adatai (1801–2011) | Montijo népességi adatai (1801–2011) | Montijo népességi adatai (1801–2011) | Montijo népességi adatai (1801–2011) | Montijo népességi adatai (1801–2011) | Montijo népességi adatai (1801–2011) | Montijo népességi adatai (1801–2011) | Montijo népességi adatai (1801–2011) | Montijo népességi adatai (1801–2011) |
| ------------------------------------ | ------------------------------------ | ------------------------------------ | ------------------------------------ | ------------------------------------ | ------------------------------------ | ------------------------------------ | ------------------------------------ | ------------------------------------ | ------------------------------------ |
| 1801                                 | 1849                                 | 1900                                 | 1930                                 | 1960                                 | 1981                                 | 1991                                 | 2001                                 | 2011                                 |                                      |
| 2 676                                | 5 869                                | 10 504                               | 14 832                               | 30 217                               | 36 849                               | 36 038                               | 39 168                               | 51 222                               |                                      |

## Települések
- Afonsoeiro
- Alto Estanqueiro - Jardia
- Atalaia
- Canha *
- Montijo
- Pegões *
- Santo Isidro de Pegões *
- Sarilhos Grandes

## Területi kettéosztottsága
Montijo egyike azon kis számú portugál településeknek, amelyek területileg nem egyetlen összefüggő egységet alkotnak, hanem kettő egymástól különálló településrészből állnak.

## Híres montijóiak
- Képzőművészet
  - Fernando Fragateiro-képzőművész
- Telekommunikáció
  - Fialho Gouveia rádióbemondó és televíziós műsorvezető
- Sport
  - Paulo Futre: korábbi futballista (Sporting, FC Porto, Atlético de Madrid)
  - Ricardo: korábbi futballkapus (Boavista, Sporting, Bétis de Sevilla a portugál nemzeti válogatott)
  - Fernando Mendes: korábbi futballedző (SCP, nemzeti válogatott)
- Irodalom
  - Fernanda Seno portugál költő
- Zene
  - Dulce Pontes-Fado
  - Paolo Vintém-a D'Zrt zenekar tagja
- Politika
  - Nuno Álvárez Botelho-India egykori kormányzója

## Fordítás
Ez a szócikk részben vagy egészben  a   Montijo című portugál Wikipédia-szócikk ezen változatának fordításán alapul.  Az eredeti cikk szerkesztőit annak laptörténete sorolja fel. Ez a jelzés csupán a megfogalmazás eredetét és a szerzői jogokat jelzi, nem szolgál a cikkben szereplő információk forrásmegjelöléseként.